# مطار إيجن بانير تاولاي
مطار إيجن بانير تاولاي (بالصينية: 额济纳旗桃来机场) (إياتا: EJN) مطار محلي يقع في مدينة إيجن باننر في منغوليا الداخلية في الصين. تم افتتاحه في 17 ديسمبر من عام 2013.

## شركات الطيران والوجهات
| شركـات طيـران | الوجهات                                                  |
| ------------- | -------------------------------------------------------- |
| Joy Air       | مطار ألكسا لفت بانير بايانهوت، مطار شيان شيانيانغ الدولي |

## وصلات خارجية
- http://www.flightstats.com/go/Airport/airportDetails.do?airportCode=EJN